# Hogna deweti
Hogna deweti là một loài nhện trong họ Lycosidae.
Loài này thuộc chi Hogna. Hogna deweti được Carl Friedrich Roewer miêu tả năm 1959.